# Фельдзер, Константин Львович
Константин Львович Фельдзер (фр. Constantin Feldzer; 12 октября 1909, Киев — 29 декабря 1988, Париж) — французский лётчик-истребитель российского происхождения, в годы Второй мировой войны служивший в эскадрилье «Нормандия — Неман».

## Биография
Родился в семье присяжного поверенного Льва Леонтьевича Фельдзера (1876—1928), выпускника юридического факультета киевского Императорского университета Святого Владимира, из одного из самых состоятельных еврейских семейств юга России. Бабушка Паулина Григорьевна Фельдзер приходилась сестрой поэту и редактору Л. Г. Мунштейну. Дед, киевский купец первой гильдии, потомственный почётный гражданин Леонтий Тимофеевич (Тевелевич) Фельдзер, был занят в банковском деле и строительном производстве, состоял членом Совета Центрального банка обществ взаимного кредита и совета Одесского Купеческого банка; прадед, купец первой гильдии Тевель Либерович Фельдзер, был одним из крупнейших арендаторов в еврейских земледельческих колониях Херсонской губернии, гласным Херсонского губернского земского собрания (1875—1892) и почётным блюстителем херсонских казённых еврейских училищ 1-го разряда. Л. Л. Фельдзер входил в состав возглавлявшейся Л. Н. Яснопольским редакции «Банковой энциклопедии» в двух томах (Киев: Издательство «Банковой энциклопедии», 1914 и 1917). В 1920 году Лев Леонтьевич Фельдзер, как юрисконсульт посольства Швеции, был эвакуирован со всей семьёй и поселился в Париже.
Константин Фельдзер окончил лицей Мишле и Военную школу Бреге. Вступил в Военно-воздушные силы Франции, получил свидетельство лётчика в 1929 году.
В сентябре 1939 года в звании адъютанта Фельдзер был приписан к истребительной группе 3/10, участвовал в воздушных боях в небе над Францией. 14 мая 1940 года в одном из боёв сбивает Messerschmitt Bf.109. После поражения французских войск 17 июня 1940 года был демобилизован, однако решил продолжить воевать, для чего вместе с группой французских и польских лётчиков предпринял попытку нелегально попасть на зафрахтованном судне в Северную Африку и присоединиться к военной группировке союзников. На пути из Марселя в Гибралтар терпит кораблекрушение, и его выносит на берег Ивисы, где его испанские власти интернируют и высылают обратно во Францию.
20 декабря Фельдзер под вымышленным именем вновь пытается достичь Африки. В Алжире его арестовывают и осуждают на один год каторжных работ. В ноябре 1942 года он выходит на свободу, однако 16 ноября его вновь арестовывают и сажают в тюрьму за поддержку англо-американских войск в высадке в Северной Африке. После перехода Туниса на сторону союзников 1 января его освобождают и возвращают в авиацию. 23 мая 1942 года вступает в истребительную группу 2/7 в составе Британских Королевских воздушных сил и Воздушных сил США, в которой участвовал в 40 вылетах на Спитфайре в ходе Тунисской кампании. 11 июня 1943 года у острова Пантеллерия сбил Junkers Ju 88.
В 1943 году вступает добровольцем в третью эскадрилью «Нормандия — Неман», в составе которой участвует в различных боевых заданиях. 1 августа 1944 года в ходе боя над Восточной Пруссией его самолёт сбивают. Фельдзеру, несмотря на тяжёлое ранение, ожоги и временную потерю зрения, удаётся приземлиться на парашюте на территории врага. Его берут в плен и помещают в лагерь для советских военнопленных, где содержался с другим пилотом «Нормандии — Неман» Жаном Беисадом. 6 марта 1945 года вместе с двумя советскими офицерами ему удается бежать. 25 марта он достигает Дармштадта, находившегося в то время на линии германо-американского фронта, пересекает фронт и добирается до Парижа.
Считавшийся дважды погибшим, Константин Фельдзер с трудом добивается восстановления в рядах французских ВВС в звании младшего лейтенанта, однако из-за острых конфликтов с руководством покидает военную службу. Он продолжил свою карьеру в ВВС, став заместителем куратора музея авиации. С 1955 по 1974 год работал во французской угольной компании «Charbonnages de France», сотрудничавшей с советской угольной промышленностью. В 1979 году служил в Суэцком банке, в начале 1980-х работал журналистом в Москве. В 1987 году издал в Париже книгу «On y va, aventures d’un pilote français» («Вперёд, приключения французского пилота»). Умер в декабре 1988 года в Париже, похоронен на кладбище Пер-Лашез.

## Семья
Основателями династии промышленников, банкиров и землевладельцев Фельдзер были братья Либер, Иосиф, Леонтий и Иона Фельдзеры, арендаторы земельных участков в еврейских земледельческих колониях Херсонской губернии.
- Братья — военные лётчики Вадим Фельдзер (1907—1944, попал в плен, расстрелян) и Алексей Фельдзер (1913—1937, погиб во время полёта). Племянники (сыновья Вадима Фельдзера и Елены Исааковны Маршак) — лётчик и деятель в области аэронавтики Жерар Фельдзер (род. 1944), директор Музея аэронавтики в Ле-Бурже (2005—2010)[13][14]; Жорж Фельдзер, также директор Музея аэронавтики в Ле-Бурже[15][16].
- Дяди (братья отца) — Самуил Леонтьевич Фельдзер (1886—?), присяжный поверенный, вместе с отцом Константина Фельдзера фигурировавший в протоколах дела об убийстве Столыпина; Эммануил Леонтьевич Фельдзер  (1886—1963), банкир и муж первой возлюбленной поэта Бориса Пастернака Иды Давидовны Высоцкой (дочери чаеторговца Давида Вульфовича Высоцкого)[17]. Жена дяди — Надежда Александровна Фельдзер (1880—1944), была дочерью адвоката А. С. Гольденвейзера, сестрой адвоката и общественного деятеля А. А. Гольденвейзера, антрополога А. А. Гольденвейзера и экономиста Э. А. Гольденвейзера[18][19], племянницей Лоло Мунштейна.